# Haplusia heteroptera
Haplusia heteroptera är en tvåvingeart som beskrevs av Boris Mamaev och Spungis 1980. Haplusia heteroptera ingår i släktet Haplusia och familjen gallmyggor.
Artens utbredningsområde är Litauen. Inga underarter finns listade i Catalogue of Life.